# Kliment Kolesnikov
Kliment Andrejevitsj Kolesnikov (Russisch: Климент Андреевич Колесников) (Moskou, 9 juli 2000) is een Russische zwemmer.

## Carrière
Bij zijn internationale debuut, op de wereldkampioenschappen zwemmen 2017 in Boedapest, eindigde Kolesnikov als vierde op de 200 meter rugslag, daarnaast strandde hij in de halve finales van de 100 meter rugslag en in de series van de 50 meter rugslag. Op de 4×100 meter wisselslag gemengd zwom hij samen met Vsevolod Zanko, Svetlana Tsjimrova en Viktoria Andrejeva in de series, in de finale eindigde Tsjimrova samen met Grigori Tarasevitsj, Kirill Prigoda en Veronika Popova op de vijfde plaats. Op de Europese kampioenschappen kortebaanzwemmen 2017 in Kopenhagen werd hij Europees kampioen op de 100 en de 200 meter rugslag, op de 50 meter rugslag behaalde hij de zilveren medaille. Samen met Vladimir Morozov, Sergej Fesikov en Michail Vekovisjtsjev sleepte hij de Europese titel in de wacht op de 4×50 meter vrije slag, op de 4×50 meter wisselslag legde hij samen met Kirill Prigoda, Aleksandr Popkov en Vladimir Morozov beslag op de Europese titel.
Tijdens de Europese kampioenschappen zwemmen 2018 in Glasgow veroverde de Rus de Europese titel op de 50 en de 100 meter rugslag, op de 200 meter rugslag werd hij uitgeschakeld in de series. Samen met Jevgeni Rylov, Danila Izotov en Vladimir Morozov werd hij Europees kampioen op de 4×100 meter vrije slag, op de 4×100 meter wisselslag behaalde hij samen met Anton Tsjoepkov, Jegor Koejmov en Vladimir Morozov de zilveren medaille. Samen met Joelia Jefimova, Svetlana Tsjimrova en Vladimir Morozov sleepte hij de zilveren medaille in de wacht op de 4×100 meter wisselslag gemengd, op de 4×100 meter vrije slag gemengd legde hij samen met Vladislav Grinev, Maria Kameneva en Arina Openysjeva beslag op de bronzen medaille. In Hangzhou nam Kolesnikov deel aan de wereldkampioenschappen kortebaanzwemmen 2018. Op dit toernooi veroverde hij de wereldtitel op de 100 meter wisselslag, daarnaast behaalde hij de bronzen medaille op de 100 meter rugslag en eindigde hij als vierde op de 50 meter rugslag. Samen met Oleg Kostin, Michail Vekovisjtsjev en Jevgeni Rylov werd hij wereldkampioen op de 4×50 meter wisselslag, op de 4×100 meter vrije slag veroverde hij samen met Vladislav Grinev, Sergej Fesikov en Vladimir Morozov de zilveren medaille. Samen met Kirill Prigoda, Michail Vekovisjtsjev en Vladimir Morozov sleepte hij de zilveren medaille in de wacht op de 4×100 meter wisselslag, op 4×50 meter wisselslag gemengd legde hij samen met Oleg Kostin, Rozalja Nasretdinova en Maria Kameneva beslag op de bronzen medaille. Samen met Ivan Koezmenko, Jevgeni Sedov en Sergej Fesikov zwom hij in de series van de 4×50 meter vrije slag, in de finale behaalden Koezmenko en Sedov samen met Vladimir Morozov en Jevgeni Rylov de zilveren medaille. Voor zijn aandeel in de series deze estafette ontving Kolesnikov eveneens de zilveren medaille.
Op de wereldkampioenschappen zwemmen 2019 in Gwangju veroverde hij de bronzen medaille op de 50 meter rugslag, op de 100 meter rugslag strandde hij in de series. Op de 4×100 meter vrije slag sleepte hij samen met Vladislav Grinev, Vladimir Morozov en Jevgeni Rylov de zilveren medaille in de wacht. Samen met Anton Tsjoepkov, Michail Vekovisjtsjev en Vladislav Grinev zwom hij in de series van de 4×100 meter wisselslag, in finale legden Jevgeni Rylov, Kirill Prigoda, Andrej Minakov en Vladimir Morozov beslag op de bronzen medaille. Voor zijn inspanningen in de series van deze estafette werd hij beloond met de bronzen medaille.

## Internationale toernooien
| Jaar | Olympische Spelen | WK langebaan                                                                                                 | WK kortebaan | EK langebaan | EK kortebaan                                                                    |
| ---- | ----------------- | --- | --- | --- | ------------------------------------------------------------------------------- |
| 2017 |                   | 17e 50m rugslag 9e 100m rugslag 4e 200m rugslag 6e 4×100m wisselslag gemengd Kolesnikov zwom enkel de series | | | 50m rugslag · 100m rugslag · 200m rugslag · 4×50m vrije slag · 4×50m wisselslag |
| 2018 |                   | | 4e 50m rugslag · 100m rugslag · 100m wisselslag · serie 200m wisselslag · 4×50m vrije slag · Kolesnikov zwom enkel de series · 4×100m vrije slag · 4×50m wisselslag · 4×100m wisselslag · 4×50m wisselslag gemengd | 50m rugslag · 100m rugslag · serie 200m rugslag · 4×100m vrije slag · 4×100m wisselslag · 4×100m vrije slag gemengd · 4×100m wisselslag gemengd |                                                                                 |
| 2019 |                   | 50m rugslag · 9e 100m rugslag · 4×100m vrije slag · 4×100m wisselslag · Kolesnikov zwom enkel de series      | | | 4-8 december                                                                    |

## Persoonlijke records
Bijgewerkt tot en met 12 april 2019
Kortebaan
| Afstand         | Tijd    | Datum            | Plaats          |
| --------------- | ------- | ---------------- | --------------- |
| 50m vrije slag  | 21,24   | 13 december 2017 | Kopenhagen      |
| 100m vrije slag | 46,11   | 21 december 2018 | Sint-Petersburg |
| 200m vrije slag | 1.41,75 | 23 december 2017 | Sint-Petersburg |
| 50m rugslag     | 22,77   | 14 december 2018 | Hangzhou        |
| 100m rugslag    | 48,90   | 22 december 2017 | Sint-Petersburg |
| 200m rugslag    | 1.48,02 | 13 december 2017 | Kopenhagen      |
| 100m wisselslag | 50,63   | 14 december 2018 | Hangzhou        |
| 200m wisselslag | 1.53,36 | 20 november 2017 | Kazan           |

Langebaan
| Afstand         | Tijd     | Datum           | Plaats             |
| --------------- | -------- | --------------- | ------------------ |
| 50m vrije slag  | 22,31    | 12 april 2019   | Moskou             |
| 100m vrije slag | 48,04    | 9 oktober 2018  | Buenos Aires       |
| 200m vrije slag | 1.48,99  | 6 juli 2018     | Helsinki           |
| 50m rugslag     | WR 24,00 | 4 augustus 2018 | Glasgow            |
| 100m rugslag    | 52,53    | 6 augustus 2018 | Glasgow            |
| 200m rugslag    | 1.55,14  | 28 juli 2017    | Boedapest          |
| 200m wisselslag | 2.00,27  | 27 mei 2017     | Lignano Sabbiadoro |